# Sundbybergs IK
Sundbybergs Idrottsklubb, känd som Sundbybergs IK eller SIK,  är en idrottsförening i Sundbyberg som har tio sektioner och enligt klubben själva cirka 4 000 medlemmar.
I fotboll har klubben spelat 22 säsonger i Sveriges näst högsta serie, senast 1969.
Den ursprungliga spelardräkten är grönvitrandig tröja och mörkblå byxor. 
Det mest kända idrottaren som representerat klubben är fotbollsspelaren Stefan Rehn, som sedan gick till Djurgårdens IF. Sundbybergs IK har spelat en säsong i Damallsvenskan, vilket man gjorde säsongen 2000. Damfotbollslaget lades dock ned 2001 på grund av spelarbrist, men återuppstod samma år. Fotbollslagen spelar sina hemmamatcher på Sundbybergs IP. Herrlaget i fotboll tränas av Zoran Lukić. SIK är också en av de mest framstående bowlingklubbarna i Sverige. Friidrottssektionen har en framgångsrik ungdomsverksamhet. Skidsektionen är Sveriges näst största skidklubb efter IFK Mora och har på senare tid börjat etablera sig i Sverigetoppen. Största framgångarna hittills är ett SM-guld i damjuniorernas stafett, i laget ingick Christina Lövald-Hellberg, Märta Larsen och Lisa Larsen. Lisa Larsen har även flera individuella medaljer.

## Historia
Klubben bildades den 9 april 1893 av en grupp ungdomar som hade samlats på ett kafé i Sundbyberg. Den som tog initiativet till detta var Gustaf Hammarin och han hade skickat runt en lista bland sina kompisar, där de som ville bilda en "Gymnastik och Atletsklubb" kunde skriva upp sitt namn. Listan och protokollet över mötet finns bevarade i Sundbybergs IK:s arkiv.
Klubben har spelat i Sveriges högsta division i bandy säsongerna 1948, 1951 och 1953.

## Sektioner
De sektioner som nu finns i Sundbybergs IK är:
- Bordtennis
- Bowling
- Friidrott
- Fotboll
- Innebandy
- Ishockey
- Konståkning
- Längdskidåkning
- Orientering
- Parasport